# Brescia
Brescia ['breʃːa] – miasto i gmina miejska (comune) w północnych Włoszech. Jest stolicą prowincji Brescia; drugie po Mediolanie pod względem populacji miasto Lombardii.
Zachowany tu monumentalny teren Forum Romanum oraz kompleks klasztorny San Salvatore-Santa Giulia zostały wpisane na Listę Światowego Dziedzictwa UNESCO i są częścią zespołu zabytków o nazwie „Longobardowie we Włoszech. Ośrodki władzy, 568 – 774 n.e.”.

## Historia
Brescia została założona przez Celtów ok. roku 390 p.n.e. Następnie znalazła się w Imperium Rzymskim (I wiek p.n.e. – V wiek n.e.), a po jego upadku była jednym z centrów państwa Longobardów (VI – VIII wiek n.e.).
W XVI wieku w Brescii tworzył malarz renesansowy Moretto da Brescia.
W nocy z 17 na 18 sierpnia 1769 w wyniku uderzenia pioruna doszło do eksplozji 90 tys. kilogramów prochu, zgromadzonego w prochowni przez Republikę Wenecką. W efekcie wybuchu zniszczonych zostało 210 domów.
W 1921 odbyło się tu pierwsze w historii Grand Prix Włoch. Rok później wyścig przeniesiono na tor miejscowości Monza.
W Brescii w 1932 roku zbudowany został pierwszy żelbetowy drapacz chmur w Europie — Torrione INA. Powstał jako część monumentalnego Piazza della Vittoria, zaprojektowanego w stylu propagowanym przez reżim faszystowski.
W 1972 Brescia była pierwszym miastem we Włoszech wyposażonym w miejski system ciepłowniczy.

## Zabytki
- Piazza della Loggia – renesansowy plac, który skupia wiele cennych zabytków między innymi pałac „la Loggia” (obecnie ratusz).
- Forum Romanum (I w.)
- Bazylika San Salvatore (VIII w.)
- Stara katedra (XI w.)
- Nowa katedra (XVIII w.), której kopuła jest trzecią[5] co do wielkości po bazylice św. Piotra w Watykanie i katedrze Santa Maria del Fiore we Florencji
- Zamek (XII w.)

## Gospodarka
Brescia jest pierwszą europejską prowincją pod względem wartości dodanej przez przemysł. Wiele małych i średnich firm ma swoje siedziby w Brescii, chociaż w okolicy działają ważne firmy, takie jak " Fabbrica d'armi Pietro Beretta " i " Alfa Acciai ".

## Transport

### Metro miejskie
Miasto wyposażone jest w linię metra miejskiego.

### Lotnisko
Brescia jest obsługiwana przez lotnisko Gabriele D'Annunzio, zlokalizowane w Ghedi, w prowincji Brescia.

### Kolej j autobus
Dworzec Centralny w Brescii położony jest na linii kolejowej Mediolan-Wenecja.
Na placu dworcowym znajduje się także dworzec autobusowy, czynny na terenie kraju.
Obie stacje obsługiwane są przez stację metra Brescia Stazione FS.

## Miasta partnerskie
- Litwa: Kowno
- Palestyna: Betlejem
- Niemcy: Darmstadt
- Hiszpania: Logroño
- Chińska Republika Ludowa: Shenzhen
- Meksyk: Toluca

## Galeria zdjęć

Panorama starego miasta
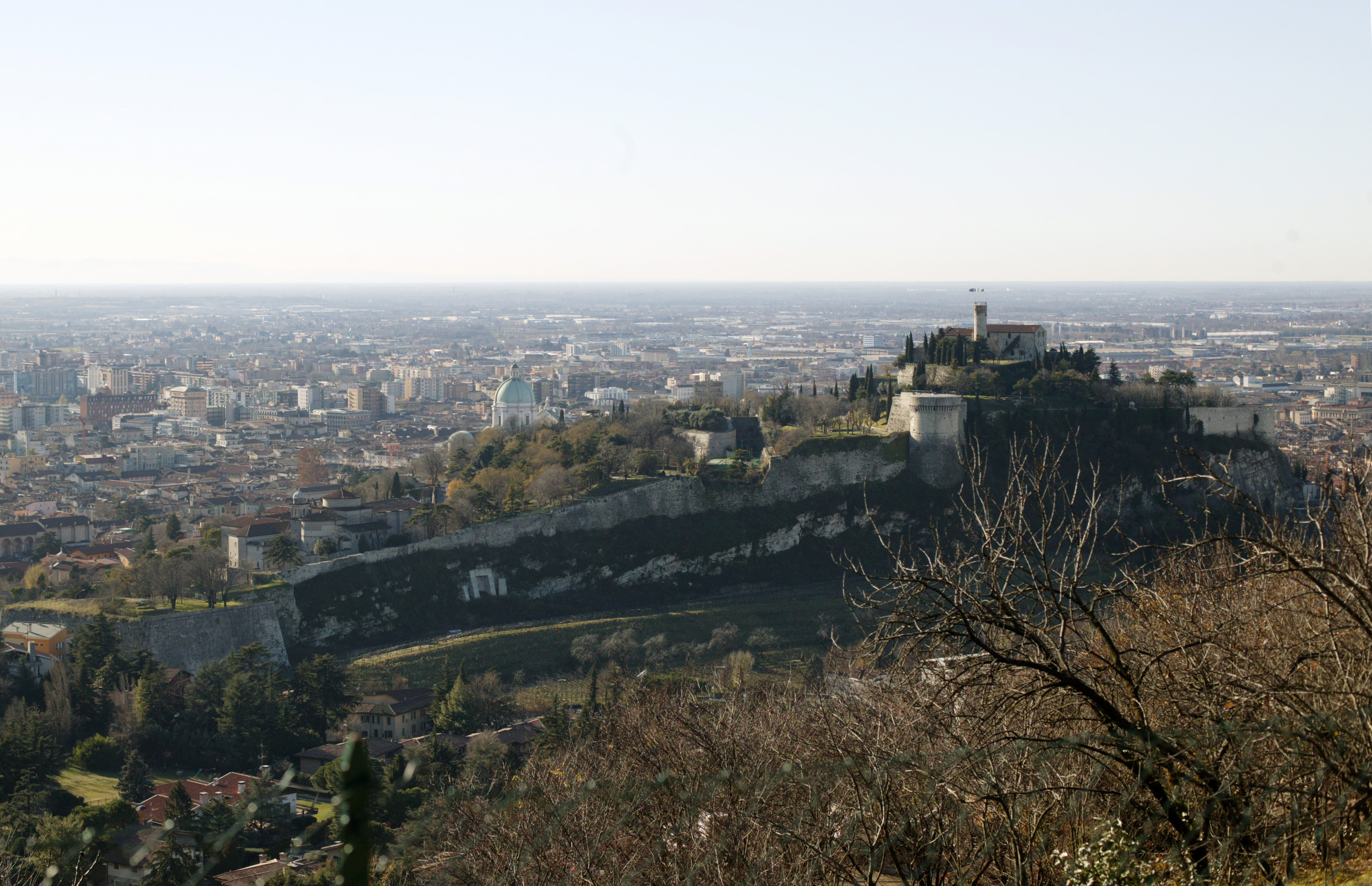
Zamek
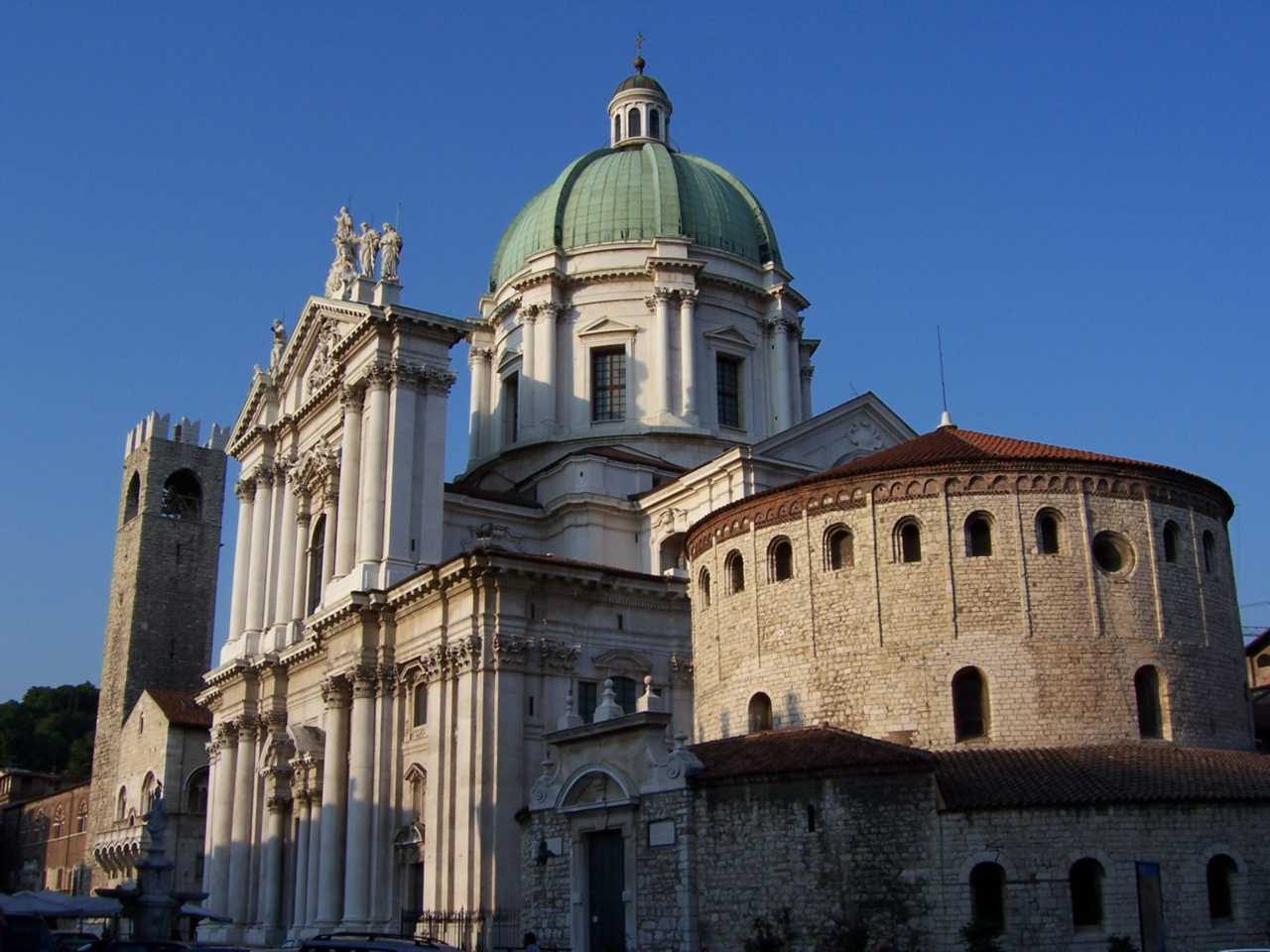
Stara i nowa katedra
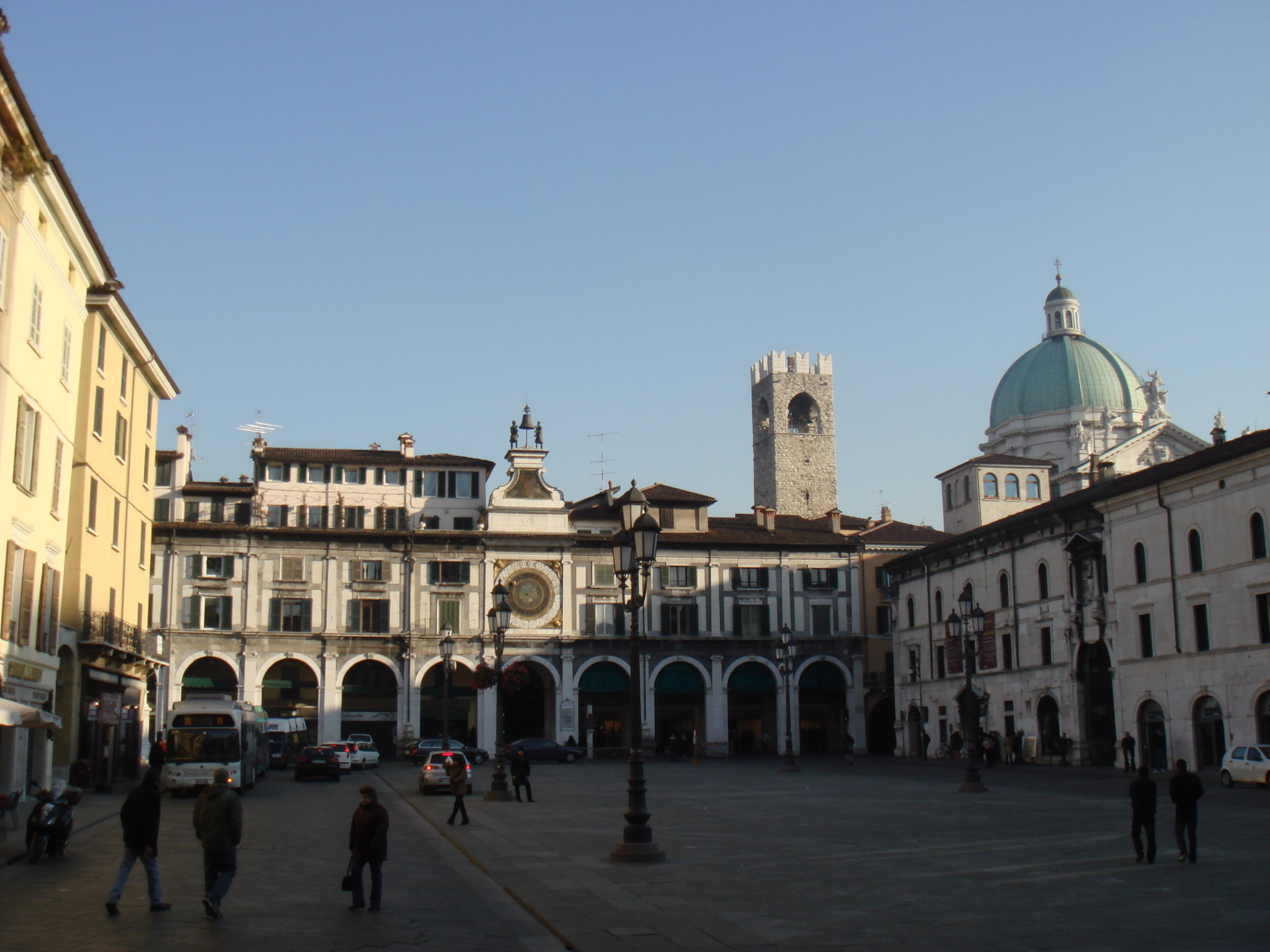
Piazza della Loggia
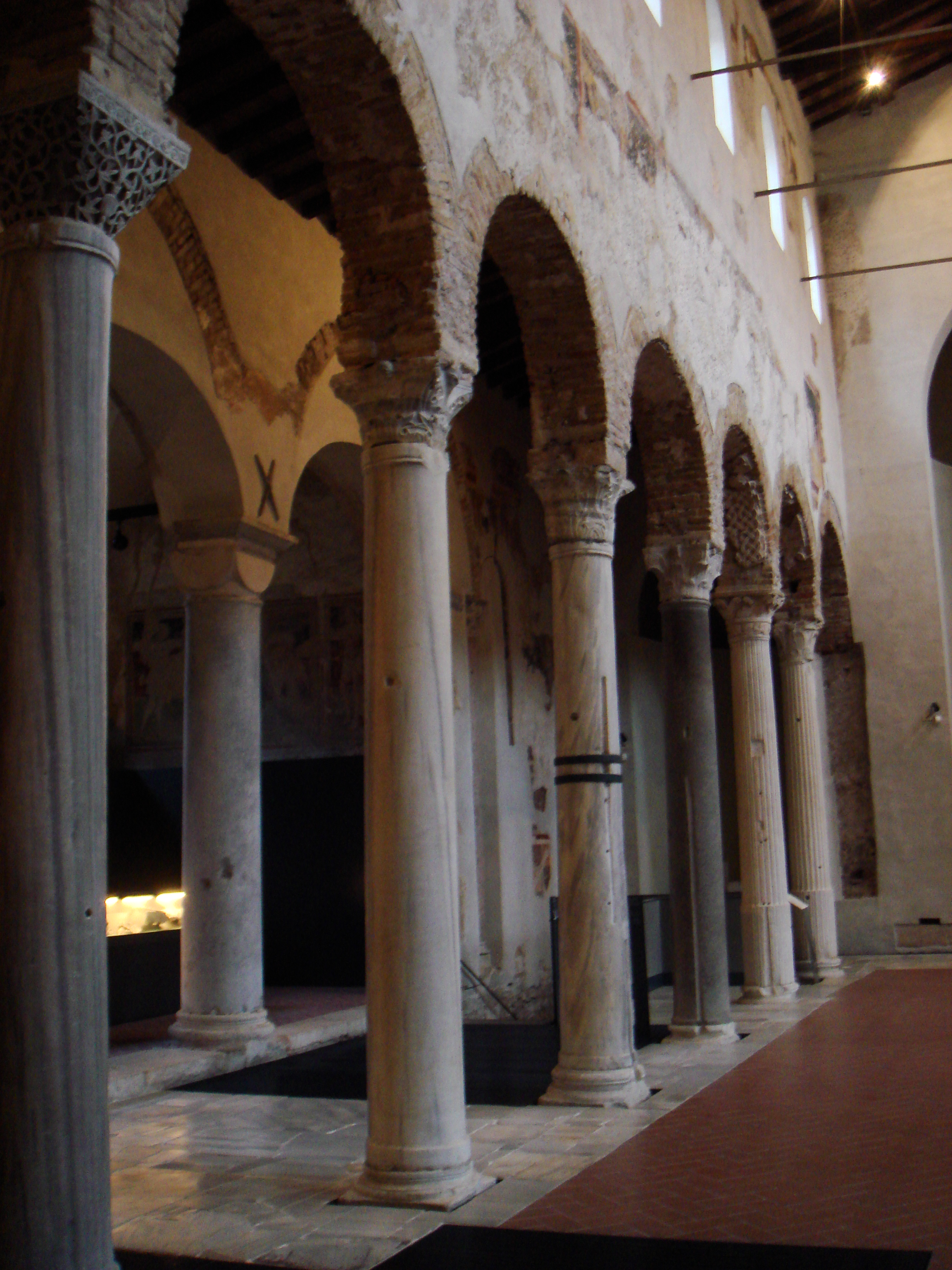
Bazylika San Salvatore, wnętrze (światowego dziedzictwa UNESCO)
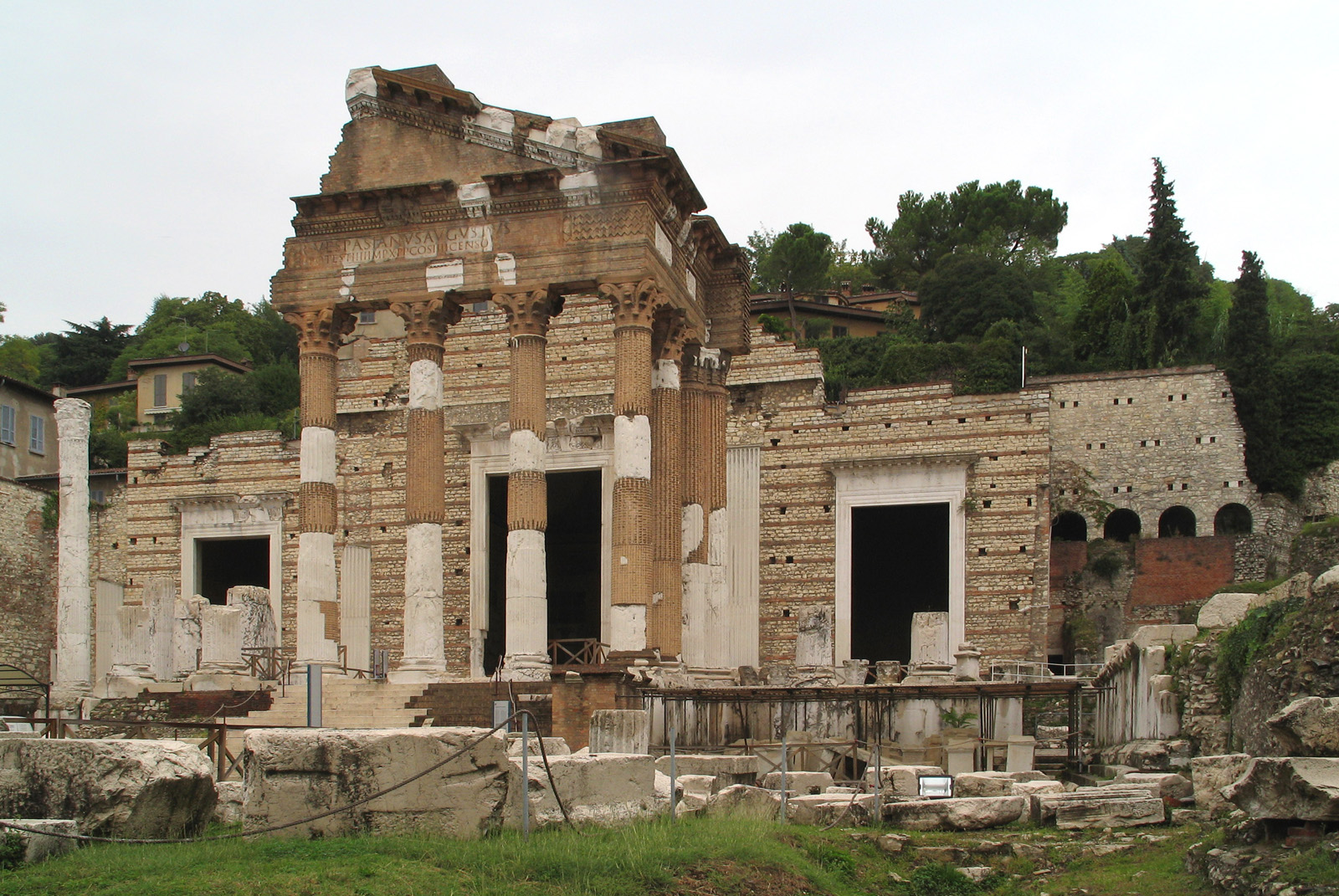
Świątynia Capitolium na Forum Romanum (światowego dziedzictwa UNESCO)
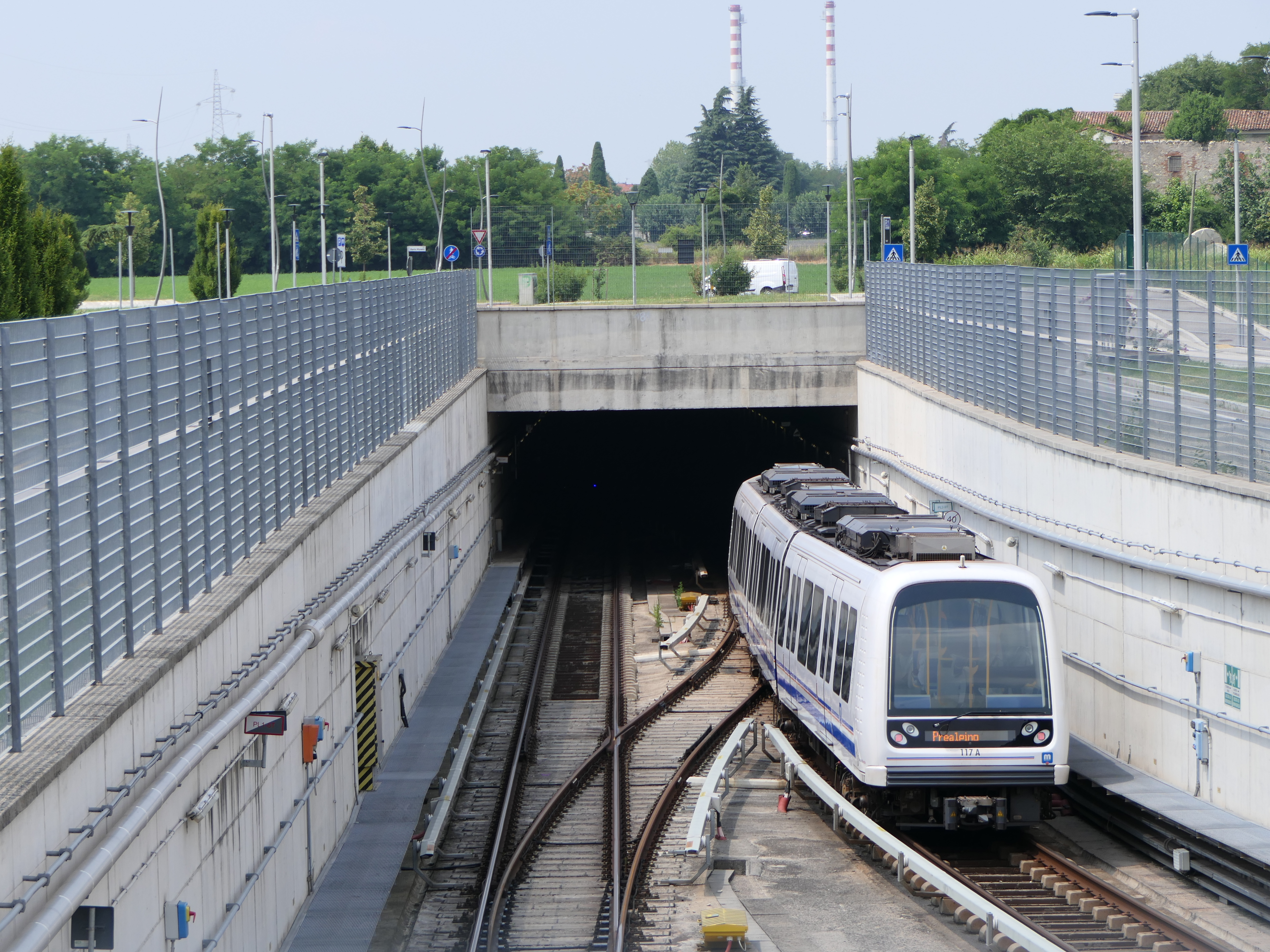
Metro w Brescii.
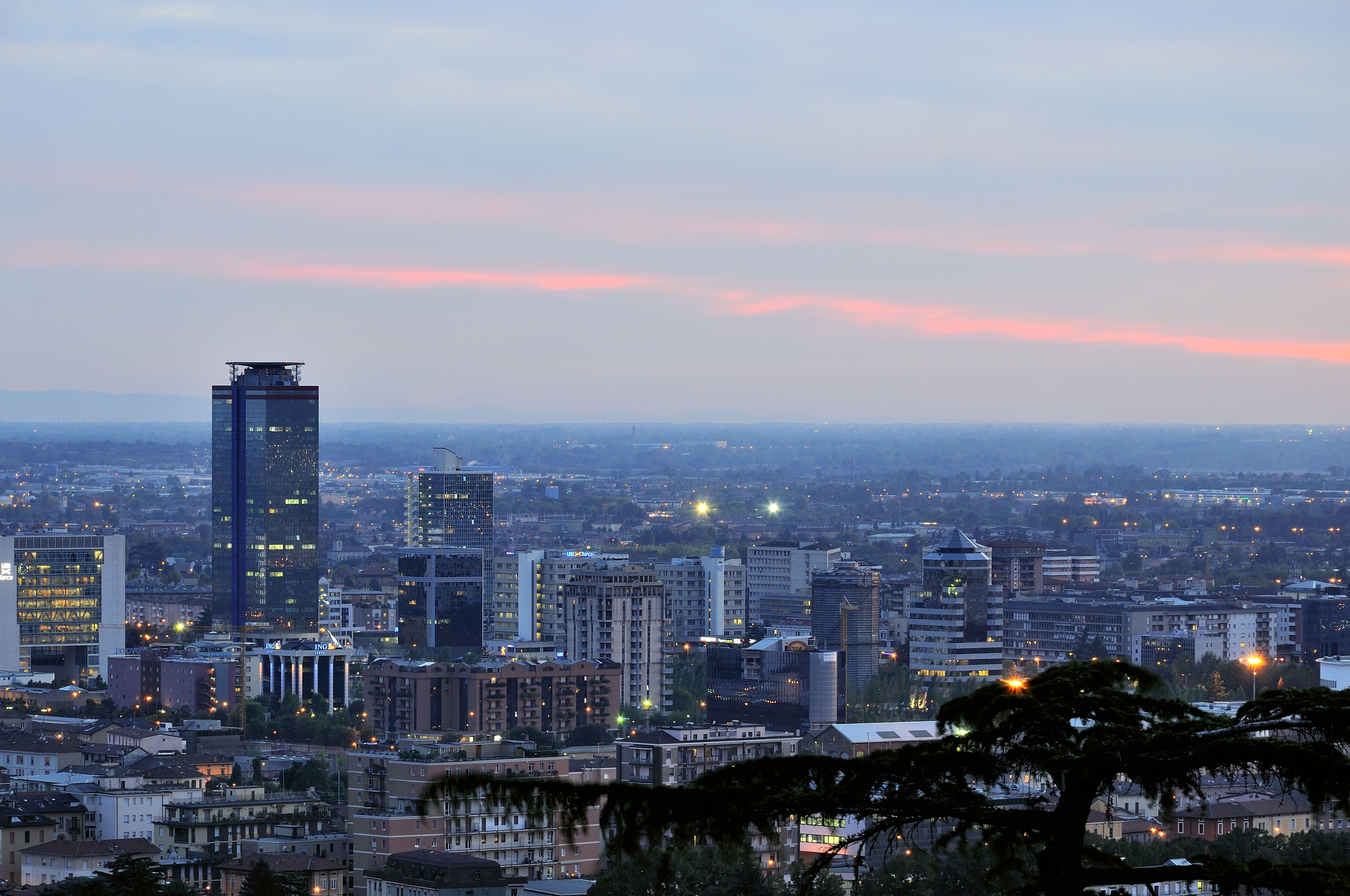
Dzielnica biznesowa Brescii.